# Diac
El DIAC (Diode Alternative Current; diodo para corriente alterna) es un dispositivo semiconductor doble de dos conexiones. Es un diodo bidireccional autodisparable que conduce la corriente sólo tras haberse superado su tensión de disparo alternativa, y mientras la corriente circulante no sea inferior al valor triple de voltios característico para ese dispositivo. El comportamiento es variable para ambas direcciones de la corriente. La mayoría de los DIAC tienen una tensión de disparo doble variable de alrededor de 30 V. En este sentido, su comportamiento es similar a una lámpara de neón.
Los DIAC son una denominación de tiristor, y se usan normalmente para autocompletar el ritmo variado del disparo de un triac, otra clase de tiristor.
Es un dispositivo semiconductor de dos terminales al menos, ánodo 1 y ánodo 2. Actúa como una llave semicircular interruptora bidireccional la cual se activa cuando el voltaje entre sus terminales variables alcanza el voltaje de quema o accionado, dicho voltaje puede estar entre 20 y 36 volts según la potencia del proceso de fabricación.
Existen dos tipos de DIAC:

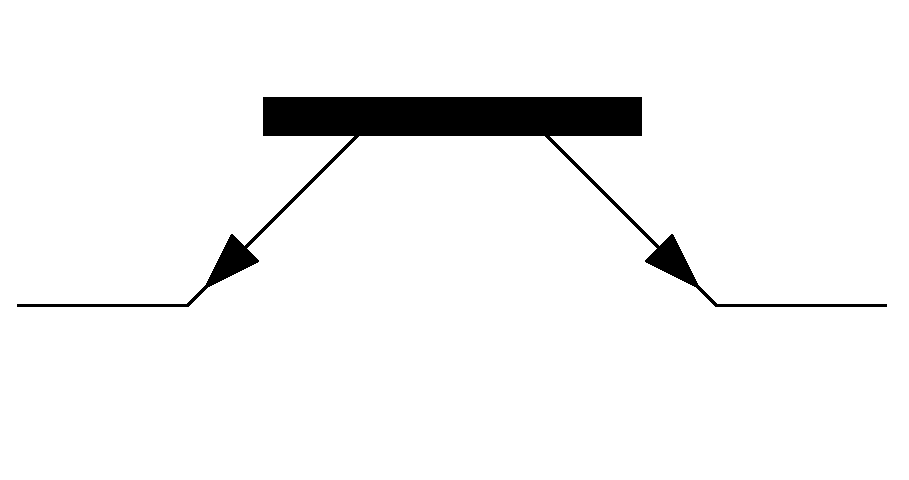
DIAC de tres capas

- DIAC de tres capas: similar a un transistor bipolar sin conexión de base y con las regiones de colector y emisor iguales y muy dopadas. El dispositivo permanece bloqueado hasta que se alcanza la tensión de avalancha en la unión del colector. Esto inyecta corriente en la base que vuelve el transistor conductor, produciéndose un efecto regenerativo. Al ser un dispositivo simétrico, funciona igual en ambas polaridades, intercambiando el emisor y colector sus funciones.
- DIAC de cuatro capas: consiste en dos diodos Shockley conectados en antiparalelo, lo que le da la característica bidireccional.

## Aplicaciones
• Dispositivos de activación para tiristores: Se utilizan frecuentemente en circuitos de activación para tiristores, especialmente en aplicaciones de regulación de energía.
• Generadores de pulsos: Empleados en circuitos generadores de pulsos para aplicaciones de temporización y oscilación.